# Tintin (TV-serie)
Tintin är en animerad TV-serie baserad på Tintins äventyr, en serie album av tecknaren Hergé. Den började att visas 1991 och består av 39 halvtimmeslånga avsnitt, producerad i tre säsonger. Noterbart är att serien innehåller 18 tvådelade avsnitt.

## Rollista
| Rollfigur         | Franska röster      | Engelska röster   | Svenska röster   |
| ----------------- | ------------------- | ----------------- | ---------------- |
| Tintin            | Thierry Wermuth     | Colin O'Meara     | Mats Qviström    |
| Milou             | Susan Roman         | Susan Roman       | Susan Roman      |
| Kapten Haddock    | Christian Pelissier | David Fox         | Kenneth Milldoff |
| Professor Kalkyl  | Henri Labussiere    | Wayne Robson      | Dan Bratt        |
| Detektiv Dupont   | Yves Barsacq        | Dan Hennessey     | Håkan Mohede     |
| Detektiv Dupond   | Jean-Pierre Moulin  | John Stocker      | Håkan Mohede     |
| Bianca Castafiore | Marie Vincent       | Maureen Forrester | Anja Schmidt     |

## Avsnitt
Ordningen nedan är hur avsnitten producerades och sändes ursprungligen. På de nordiska DVD-skivorna är dock avsnitten i samma ordning som när seriealbumen ursprungligen publicerades.

### Säsong 1
1. Krabban med guldklorna (del 1)
2. Krabban med guldklorna (del 2)
3. Enhörningens hemlighet (del 1)
4. Enhörningens hemlighet (del 2)
5. Rackham den Rödes skatt
6. Faraos cigarrer (del 1)
7. Faraos cigarrer (del 2)
8. Blå Lotus (del 1)
9. Blå Lotus (del 2)
10. Den svarta ön (del 1)
11. Den svarta ön (del 2)
12. Det hemliga vapnet (del 1)
13. Det hemliga vapnet (del 2)

### Säsong 2
1. Den mystiska stjärnan
2. Det sönderslagna örat (del 1)
3. Det sönderslagna örat (del 2)
4. Kung Ottokars spira (del 1)
5. Kung Ottokars spira (del 2)
6. Tintin i Tibet (del 1)
7. Tintin i Tibet (del 2)
8. Tintin hos gerillan (del 1)
9. Tintin hos gerillan (del 2)
10. Det svarta guldet (del 1)
11. Det svarta guldet (del 2)
12. Plan 714 till Sydney (del 1)
13. Plan 714 till Sydney (del 2)

### Säsong 3
1. Koks i lasten (del 1)
2. Koks i lasten (del 2)
3. De sju kristallkulorna (del 1)
4. De sju kristallkulorna (del 2)
5. Solens tempel (del 1)
6. Solens tempel (del 2)
7. Castafiores juveler (del 1)
8. Castafiores juveler (del 2)
9. Månen tur och retur (del 1)
10. Månen tur och retur (del 2)
11. Månen tur och retur (del 3)
12. Månen tur och retur (del 4)
13. Tintin i Amerika